# Сиксмит, Мартин
Мартин Сиксмит (англ. Martin Sixsmith; род. 24 сентября 1954 года) — британский журналист, автор и радио/телеведущий, в основном, на Би-би-си. Работал консультантом правительства лейбористов. По книге Сиксмита «Потерянный ребёнок Филомены Ли» в 2013 году был снят фильм «Филомена».

## Ранние годы
Родился в городе Уоррингтон, (графство Чешир). Учился в Манчестерской гимназии с углублённым изучением русского языка, затем в Новом колледже Оксфорда, Гарварде и Сорбонне. Стажировался в Ленинграде. Преподавал славянские языки в Гарварде; написал диссертацию о русской поэзии. С 2002 по 2007 гг изучал психологию в Лондонском университете Бирбек и в Лондонском городском университете.

## Карьера и творчество

### Служебная карьера
C 1980 года работал корреспондентом Би-би-си в Москве; передавал репортажи во время президентства Горбачёва и Ельцина, освещая перестройку и распад СССР. Затем был переведён в Польшу, где делал репортажи о движении «Солидарность». Во время первого срока президентства Билла Клинтона работал в Вашингтоне.
В 1997 году покинул Би-би-си для работы во вновь избранном правительстве Тони Блэра, где получил пост директора коммуникаций Департамента социальной защиты. После недолго перерыва (в декабре 2001 года) вернулся на государственную службу в Министерство транспорта Великобритании. Покинул службу после скандала с Джо Мур — советником министра транспорта Стивена Байерса. Сиксмит навлек на себя недовольство правительства, однако после попыток увольнения ему были принесены извинения и выплачена компенсация.

### Творчество
Многие ожидали, что после скандала Сиксмит напишет воспоминания о своём опыте гражданской службы, но вместо этого написал роман о ближайшем политическом будущем под названием «Спин» (англ. Spin (слэнг) —  пиар), который был опубликован в 2004 году. Авторство романа косвенно привело к работе в качестве консультанта сатирического телесериала «Гуща событий».
Второй роман Сиксмита «Я слышал, как Ленин смеялся» (англ. I heard Lenin laugh) был опубликован в 2006 году.
В 2006 году по приглашению 4-го канала радио Би-би-си подготовил цикл передач о русской поэзии, литературе и искусстве под общим названием «Наперекор молчанию» (англ. Challenging the Silence).
В 2007 году подготовил материал «Папка Литвиненко» (англ. The Litvinenko File) о противостоянии Кремля и российских олигархов в эмиграции.
В 2008 году сотрудничал с Би-би-си при съёмках двух документальных фильмов о наследии КГБ в сегодняшней России; подготовил документальный фильм ВВС «По заснеженным улицам Санкт-Петербурга» (англ. The Snowy Streets of St. Petersburg) о художниках и писателях, бежавших из СССР.
В 2009 году опубликовал документальную книгу «Потерянный ребёнок Филомены» (англ. The Lost Child of Philomena Lee) о принудительном разлучении матери и ребёнка монахинями из ирландского монастыря в 1950-е годы и последующих попытках матери и ребёнка воссоединиться.
В 2010 году написал исследование «Путинская нефть» (англ. Putin's Oil) об энергетических войнах России и их последствиях для России и мира.
В 2011 году подготовил серию передач для 4-го канала радио Би-Би-Си по истории России «В России: Дикий Восток». В том же году книга «Россия: 1000-летняя история Дикого Востока» (англ. Russia, a 1,000-Year Chronicle of the Wild East) вышла в издательстве «Рэндом Хаус». Продолжил работу в качестве консультанта британского сериала The Thick of It (в русском переводе «Гуща событий»), а также номинированного на Оскар фильма In the Loop (в русском переводе «В петле»).
В 2013 году по книге «Потерянный ребёнок Филомены Ли» был снят фильм «Филомена» (режиссёр Стивен Фрирз, в ролях Джуди Денч и Стив Куган — в роли Сиксмита). Фильм был номинирован на премию «Оскар» в четырёх категориях.
В 2014 году подготовил цикл передач на 4-м канале радио Би-би-си по истории психологии и психиатрии: «В поисках самих себя».
В 2015 году сделал телевизионный документальный фильм Би-би-си «Потерянные дети Ирландии» о судьбе тысяч детей, которых ирландская католическая церковь отобрала у матерей и отправила за границу.
В 2021 году опубликовал книгу «Война нервов: Внутри сознания времен холодной войны».

## Публикации на русском
На русском языке опубликована статья М. Сиксмита «Покушение на Ленина, совершенное Фанни Каплан» .

## Личная жизнь
Имеет четверых детей. В настоящее время проживает в Лондоне. Болеет за футбольный клуб Ливерпуль; присутствовал на всех финалах Европейской Лиги Чемпионов, в которых играл этот клуб.